# FK Baikal Irkutsk
Der FK Baikal Irkutsk (russisch ФК Байкал Иркутск) war ein russischer Fußballverein aus der sibirischen Stadt Irkutsk.
Der Verein wurde 2009 als Nachfolgeverein von Swesda Irkutsk gegründet und war bis 2012 unter dem Namen FK Radian-Baikal Irkutsk bekannt.
Am Ende der Saison 2014/15 sicherte sich die Mannschaft den ersten Platz im Perwenstwo PFL, (Ost) und stieg somit in das Perwenstwo FNL, die zweite Liga in Russland, auf. In der Saison 2015/16 stand der Abstieg bereits vier Spieltage vor Ende der Spielzeit fest. Für die Saison 2016/17 erhielt der Verein keine Lizenz und löste sich daraufhin auf.

## Weblink
- Offizielle Website (russisch)